# Metalleía
Metalleía (Metalleia) är en ort i Grekland.   Den ligger i prefekturen Fthiotis och regionen Grekiska fastlandet, i den östra delen av landet, 70 km nordväst om huvudstaden Aten. Metalleía ligger 122 meter över havet och antalet invånare är 373.
Terrängen runt Metalleía är huvudsakligen kuperad, men åt nordost är den platt. Havet är nära Metalleía åt nordost.  Närmaste större samhälle är Martínon, 7,4 km väster om Metalleía. 